# Can Carbonés
Can Carbonés és una casa d'Amer (Selva) inclosa a l'Inventari del Patrimoni Arquitectònic de Catalunya.

## Descripció
Immmoble de tres plantes, entre mitgeres, cobert amb una teulada plana i aterrassada. Està ubicat al costat esquerre del carrer Nou.
La façana principal és la que dona al carrer Nou i està estructurada internament en dues crugies. La planta baixa consta de tres obertures a destacar especialment el gran portal d'accés quadrangular equipat amb llinda i muntants de pedra ben treballats i escairats de pedra sorrenca. Flanquejen el portal dues obertures - una a cada banda respectivament-. A la dreta una gran obertura quadrangular que actua com a garatge i a l'esquerra una minúscula obertura coberta amb un enrreixat de ferro forjat.
En el primer pis trobem tres obertures. Al centre una obertura rectangular amb llinda i muntants de pedra sorrenca, la qual és projectada com a balconada i equipada amb una barana de ferro forjat. Ara bé per les dimensions reduïdes d'aquesta, hauríem de parlar més d'ampit que no pas de barana, perquè no sobresurt gens respecte el pla horitzontal de la façana. Una balconada que, per cert, envaeix l'espai físic de la llinda del portal d'accés. El balcó es troba flanquejat per dues obertures - una per banda respectivament-, totalment irrellevants.
Pel que fa al segon pis tenim tres obertures totalment irrellevants, ja que no han rebut cap tractament singular a destacar.
Tanca l'edifici en la part superior una terrassa coberta en la part davantera amb una barana o ampit de ferro fojat. Pel que fa al treball de la forja aplicat a les baranes de la balconera del primer pis i a la barana de la terrassa, és un treball molt auster i fred mancat de qualsevol element plàstic i ornamental.
La majoria d'edificis del carrer Nou comparteixen entre ells tota una sèrie de paral·lelismes compositius, estructurals i formals molt evidents. I és que en tots cinc (Vegeu fitxa de Can Mitgaire), (Vegeu fitxa de Can Campassol), (Vegeu fitxa de Can Sanglas) i (Vegeu fitxa de Can Capó) trobem una sèrie de trets comuns com ara la façana estructurada en dues crugies; la coberta oscil·la entre dos tipus: la coberta plana i aterrassada i la coberta d'una sola aigua de vessant a façana; la majoria d'immobles consten de tres plantes; proliferen per tota la façana un gran nombre de balconades equipades amb les seves respectives baranes de ferro forjat; el sistema d'obertures tendeix a ser el mateix, en el qual sobresurt el portal quadrangular d'accés equipat amb llinda monolítica i muntants de pedra ben treballats i escairats.

## Història
L'immoble que podem contemplar avui dia, ofereix a simple vista un magnífic estat de conservació, que es deuria segurament a les obres d'acondicionament i manteniment que se solen dur a terme en tots els edificis per tal d'assegurar la seva preservació. Paral·lelament en el context d'aquestes obres, les quals es van dur a terme a principis de segle aproximadament, es va procedir a l'obertura de dues noves finestres en la façana.
Comparant fotografies antigues, com ara la fitxa del Servei de Patrimoni núm. 26.498 amb fotografies actuals, s'observa a simple vista que en la fotografia de 1985, aquestes dues finestres que trobem avui en dia en l'extrem esquerre de la planta baixa i el primer pis no hi eren. Pel que fa a la resta de l'edifici, no ha variat absolutament res.
En la fitxa original del Servei de Patrimoni núm. 26.498, l'immoble apareix denominat com "Can Salvi Carbonés". Després de posar-nos en contacte amb l'erudit local Joan López Grau (arxiu fotogràfic d'Amer), aquest ens va aconsellar que rectifiquéssim el nom pel de "Can Carbonés".